# (1939) Loretta
(1939) Loretta (aussi nommé 1974 UC) est un astéroïde de la ceinture principale, découvert le 17 octobre 1974 par Charles Kowal à l'observatoire Palomar, en Californie. 
Il a été nommé d'après la fille de son découvreur.